# 国鉄T18形コンテナ
国鉄T18形コンテナ（こくてつT18がたコンテナ）は、日本国有鉄道（国鉄）が1968年（昭和43年）度に製造した、鉄道輸送用一種規格（11 ft）タンクコンテナである。

## 概要
1968年（昭和43年）度に鉱物油専用クレーン取り扱い可能タンクコンテナとして富士重工業にて12個が製作された。
タンク体は、厚さ3.2 mmの普通鋼（一般構造用圧延鋼材）製で厚さ60 mmグラスウール断熱材で覆われておりキセ（外板）をその上に装着した。また内部には、4往復の蒸気加熱菅を装備した。荷役方式は、タンク上部の液入口からの上入れ、鏡板下部の液出弁を用いた下出し方式である。寸法関係は全長3,240 mm、全幅2,300 mm、全高2,350 mm、荷重5 t、自重1.4 t、容積4.1 m3である。
1986年（昭和61年）度に最後まで使用された2個が廃止され形式消滅した。